# Jackson Automobile Company

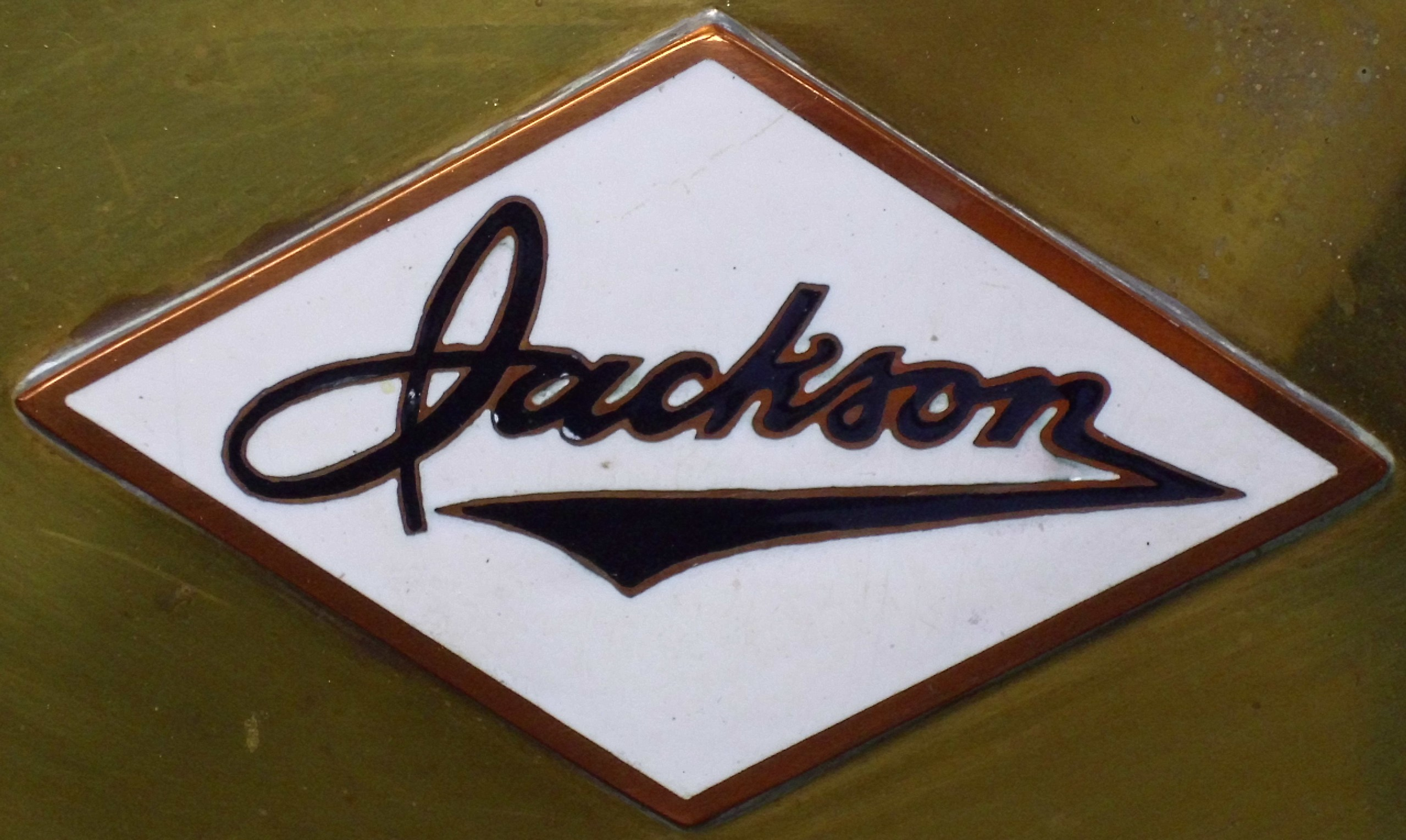
Emblem der Marke Jackson

Die Jackson Automobile Company war ein US-amerikanischer Automobilhersteller, der von 1902 bis 1923 in Jackson (Michigan) ansässig war. Er stellte 1903–1923 Automobile der Marke Jackson her und zusätzlich nur im Jahre 1903 den Dampfwagen Jaxon und nur im Jahre 1904 den Orlo.

## Geschichte
Die drei Hauptpartner bei der Gründung der Firma im Jahre 1902 waren Byron J. Carter, George A. Matthews und Charles Lewis. Byron Carter hatte vorher eine dampfbetriebene Druckerei, der 1894 mit seinem Vater, Squire B. Carter einen Fahrradhandel aufzog. Byron baute seinen ersten, benzinbetriebenen Versuchswagen 1899. Danach nutzte er seine Kenntnisse von der Dampfkraft zum Bau eines Dampfwagens. 1905 verließ er die Firma und gründete ein eigenes Unternehmen. George Matthews gehörte die Fuller Buggy Company in Jackson, die später die Fuller-Automobile baute, bevor sie von der Jackson Automobile Company übernommen wurde. Sowohl Matthews als auch Lewis waren Bankdirektoren in Jackson, Matthews bei der Jackson City Bank und Lewis bei der Union Bank of Jackson. Carter überzeugte die beiden Bankiers, ihn beim Aufbau einer Firma zur Herstellung dampf- und benzinbetriebener Autos zu unterstützen.
Nicht lange nach dem Start der Serienproduktion verließ Carter die Firma im Streit mit seinen Kompagnons, weil diese das Reibscheibengetriebe, das er entwickelt hatte, nicht einsetzen wollten. Nach dem Weggang von Carter hatten die Jackson-Automobile nichts Besonderes mehr zu bieten, galten aber als von guter Qualität und langlebig. 1910 zahlte Matthews seinen Partner Lewis aus, womit er Alleineigentümer der Firma wurde. Lewis baute später den Hollier. Matthews setzte dann seine Söhne als Präsident, Finanzvorstand und Sekretär des Unternehmens ein.
Im Ersten Weltkrieg brachen die Produktionszahlen der Automobile auf weniger als die Hälfte ein, da die Firma Kriegsmaterial herstellte. 1919 war die gesamte Produktion auf den Kriegsbedarf umgestellt. Viele Jackson-Händler wechselten zur Marke Jordan. Als die Automobilproduktion 1920 wieder aufgenommen wurde, waren die Autos offensichtlich nicht mehr so gut wie vorher. Ein Fließbandarbeiter sagte, dass die Ingenieure der Gesellschaft „lieber Hühner züchten sollten“.
1922 oder 1923 taten sich Jackson, Dixie Flyer und National zu Associated Motor Industries zusammen. Aus dem Dixie Flyer und dem Jackson wurden der National 4-H und der National 6-51. Diese Modelle wurden nur ein Jahr lang hergestellt, dann gab es Associated Motors nicht mehr und alle drei Marken verschwanden vom Markt.

## Jackson

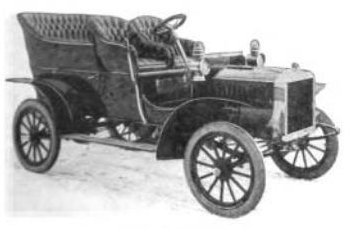
1905 Jackson Modell C (1905)

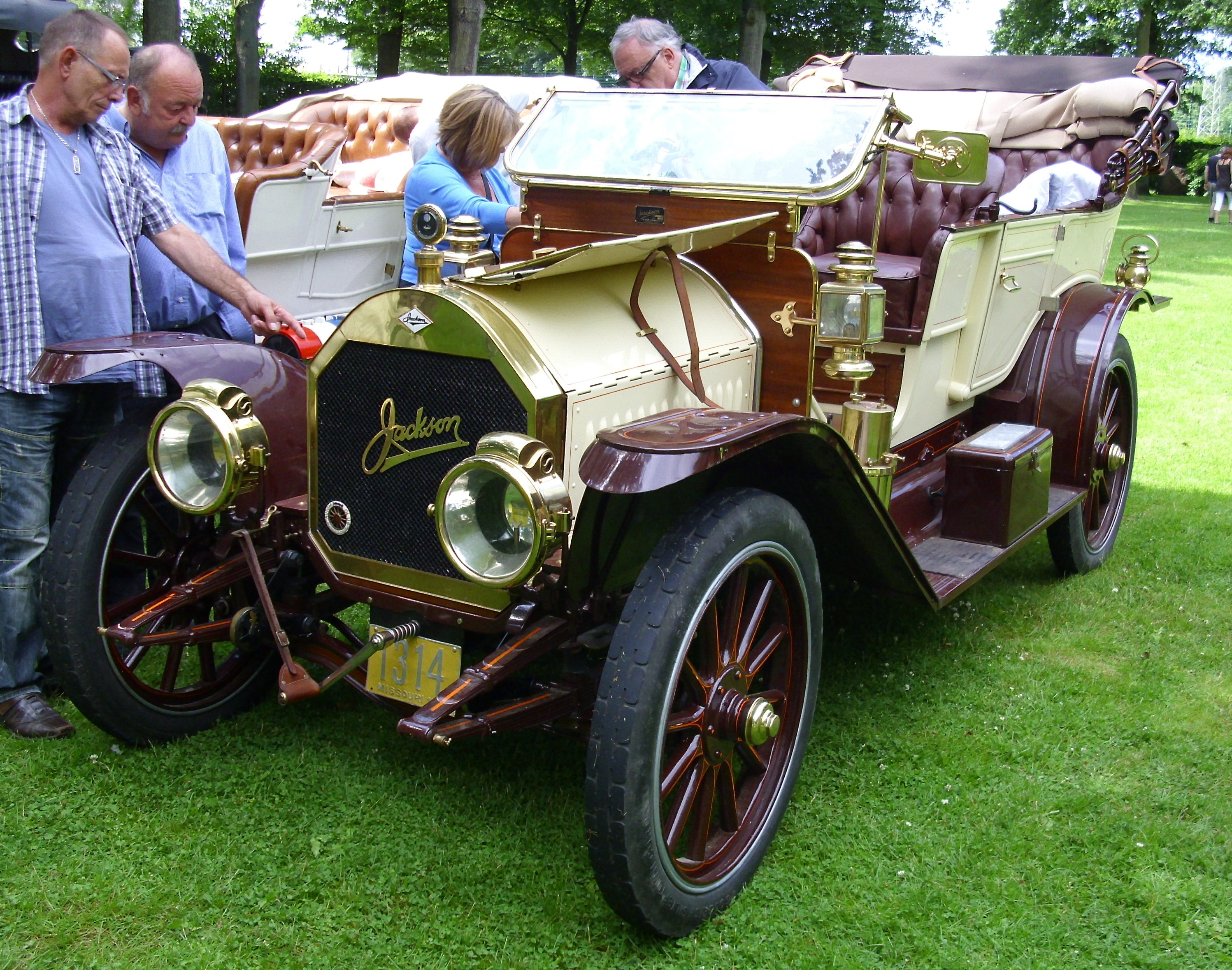
Jackson Modell 41 von 1911

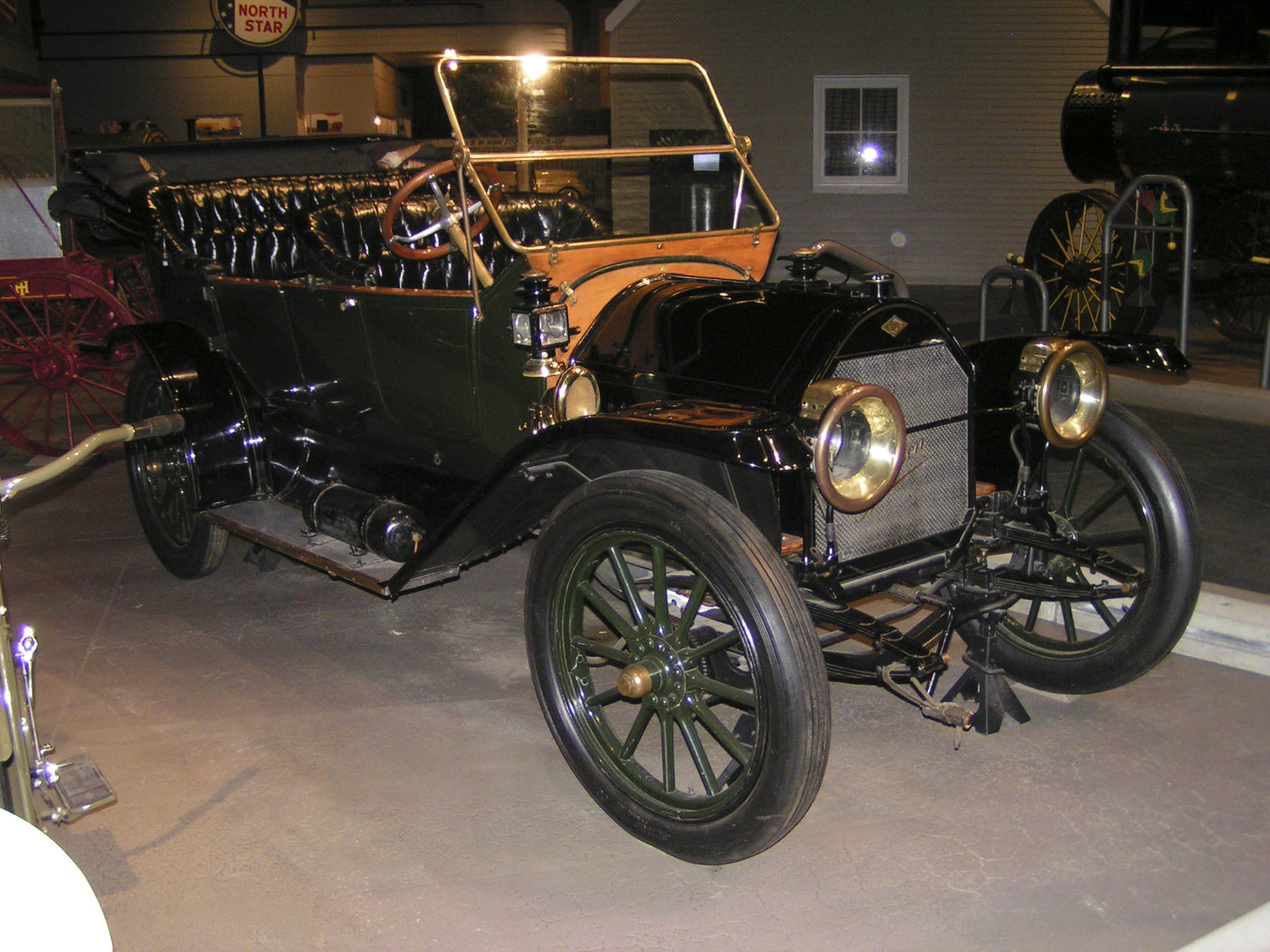
Jackson von 1912

Die Serienproduktion begann 1903 mit einem Einzylinderwagen, der dem Oldsmobile Curved Dash sehr ähnlich sah. 1904 wurde die Zahl der Zylinder verdoppelt, und 1906 noch einmal.
Die Firma setzte immer größere Motoren ein; ab 1913 gab es einen Sechszylindermotor von Northway und ab 1916 einen V8 von Ferro. Spätere Wagen ähnelten den zeitgenössischen Rolls-Royce. Und tatsächlich nutzte die Firma den Werbetext „The Car with the Keystone Radiator“.
1921 war das Princess Coupe ein Hit auf der Chicago Auto Show, aber die Kreditaufnahme war in der damals herrschenden Weltwirtschaftskrise schwierig.
| Modell               | Bauzeitraum | Zylinder | Leistung                 | Radstand     |
| -------------------- | ----------- | -------- | ------------------------ | ------------ |
| Gasoline             | 1903        | 1        | 7 bhp (5,1 kW)           | 1829 mm      |
| A                    | 1904–1905   | 1        | 6–7 bhp (4,4–5,1 kW)     | 1829 mm      |
| B                    | 1904–1905   | 2 Reihe  | 12–16 bhp (8,8–11,8 kW)  | 2083–2184 mm |
| C                    | 1905–1910   | 2 Reihe  | 18–24 bhp (13,2–17,6 kW) | 2286–2642 mm |
| D                    | 1906–1908   | 2 Reihe  | 24 bhp (17,6 kW)         | 2540–2692 mm |
| G                    | 1906–1907   | 4 Reihe  | 45 bhp (33 kW)           | 2743–2819 mm |
| F                    | 1908        | 2 Reihe  | 16 bhp (11,8 kW)         | 2286 mm      |
| E                    | 1908–1909   | 4 Reihe  | 35–40 bhp (26–29 kW)     | 2819 mm      |
| R                    | 1909        | 2 Reihe  | 18 bhp (13,2 kW)         | 2438 mm      |
| H                    | 1909–1910   | 4 Reihe  | 30 bhp (22 kW)           | 2794 mm      |
| 30                   | 1910–1911   | 4 Reihe  | 26 bhp (19 kW)           | 2667 mm      |
| 40                   | 1910        | 4 Reihe  | 32,4 bhp (23,8 kW)       | 2794 mm      |
| 50                   | 1910        | 4 Reihe  | 36 bhp (26,5 kW)         | 3048 mm      |
| 20                   | 1911        | 2 Reihe  | 20 bhp (14,7 kW)         | 2540 mm      |
| 25                   | 1911        | 4 Reihe  | 26 bhp (19 kW)           | 2540 mm      |
| 38                   | 1911        | 4 Reihe  | 30 bhp (22 kW)           | 2921 mm      |
| 41                   | 1911        | 4 Reihe  | 32 bhp (23,5 kW)         | 2794 mm      |
| 51                   | 1911        | 4 Reihe  | 36 bhp (26,5 kW)         | 3048 mm      |
| 26 / 28 / 32         | 1912        | 4 Reihe  | 30 bhp (22 kW)           | 2794 mm      |
| 42                   | 1912        | 4 Reihe  | 40 bhp (29 kW)           | 2997 mm      |
| 52                   | 1912        | 4 Reihe  | 50 bhp (37 kW)           | 3150 mm      |
| Olympic / Forty / 46 | 1913–1915   | 4 Reihe  | 27,2–32 bhp (20–23,5 kW) | 2921–2972 mm |
| Majestic             | 1913–1914   | 4 Reihe  | 32,4 bhp (23,8 kW)       | 3150 mm      |
| Sultanic             | 1913–1914   | 4 Reihe  | 40–41 bhp (29–30 kW)     | 3353–3505 mm |
| 44                   | 1915        | 4 Reihe  | 27,2 bhp (20 kW)         | 2921 mm      |
| 48 Six               | 1915        | 6 Reihe  | 29,4 bhp (21,6 kW)       | 3175 mm      |
| 34                   | 1916        | 4 Reihe  | 19,6 bhp (14,4 kW)       | 2845 mm      |
| 348                  | 1916        | 8 V      | 26,45 bhp (19,45 kW)     | 2845 mm      |
| 68                   | 1916        | 8 V      | 39,2 bhp (28,8 kW)       | 3150 mm      |
| Wolverine 349 / VIII | 1917–1918   | 8 V      | 28,8 bhp (21,2 kW)       | 2997 mm      |
| 6-38                 | 1920–1923   | 6 Reihe  | 55 bhp (40 kW)           | 3073 mm      |

Quelle:

## Jaxon

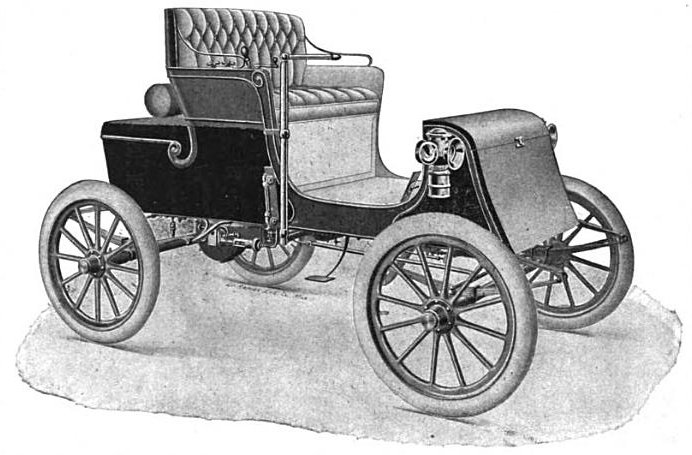
Jaxon Dampfwagen (1903)

Byron Carter entwickelte sein erstes Auto weiter und ließ die Dreizylinder-Dampfmaschine mit 6 bhp (4,4 kW) patentieren. Dies wurde die Basis für den Jaxon von 1903. Alle Jaxon waren Dampfkraftwagen; die benzinbetriebenen Fahrzeuge der Firma hießen Jackson. Es gab zwei Modelle: Das Modell A für US$ 975,- hatte 1829 mm Radstand und das Modell B für US$ 800,– hatte einen um 178 mm kürzeren Radstand. Die Werbeaussagen betonten: „Dampf ist zuverlässig und leicht zu verstehen“.
| Modell | Bauzeitraum | Zylinder | Leistung       | Radstand |
| ------ | ----------- | -------- | -------------- | -------- |
| A      | 1903        | 3 Reihe  | 6 bhp (4,4 kW) | 1829 mm  |
| B      | 1903        | 3 Reihe  | 6 bhp (4,4 kW) | 1651 mm  |

Quelle:

## Orlo
Der Orlo war das Schwestermodell des Jackson und wurde nur 1904 gebaut. Er hatte einen Schlangenkühler, der unter dem vorderen Teil der Motorhaube angebracht war. Es handelte sich um einen 5-sitzigen Tourenwagen mit Zweizylindermotor, der 17 bhp (12,5 kW) leistete. Der Motor war unter dem Vordersitz angebracht. Der Orlo kostete US$ 1125,–
| Modell  | Bauzeitraum | Zylinder | Leistung         | Radstand |
| ------- | ----------- | -------- | ---------------- | -------- |
| Touring | 1904        | 2 Reihe  | 16 bhp (11,8 kW) | 2184 mm  |

Quelle:

## Duck
Man ist sich uneins darüber, ob der Duck tatsächlich eine eigene Automobilmarke war oder nur ein Jackson-Modell. Allerdings beschreiben es zwei Quellen unter der Marke Duck. Man nannte es auch Jackson Back Seat Stear. Das Lenkrad war so angebracht, dass er nur vom hinteren Sitz aus zu bedienen war. In dem Tourenwagen saßen also zwei Passagiere auf den vorderen Sitzen und der Fahrer und ein weiterer Passagier auf den Rücksitzen. Vermutlich führte die Gesellschaft dieses Modell ein, um festzustellen, ob ihnen ein Fahrzeug, bei dem die Passagiere vorne sitzen, eine bessere Marktposition verschaffen würde. Da es aber nur 1913 hergestellt wurde, ist anzunehmen, dass sich nicht viele Käufer für dieses ungewöhnliche Auto fanden.